# Филотей Киниялакис
Филотей (на гръцки: Φιλόθεος) е гръцки духовник, литийски и рендински митрополит на гръцката старостилна Църква на истинно-православните християни на Гърция (Синод на Авксентий).

## Биография
Роден e в 1946 година в Пирея, Гърция, със светското име Андреас Киниялакис (Ανδρέας Κυνηγαλάκης). Завършва право. В 1978 година се заномашва и в 1980 година е ръкоположен за дякон, в 1981 година за свещеник и получава чин архимандрит. Служи като проповедник в чужбина, след което се връща в Гърция и служи в различни храмове в южната и северната част на страната. С благословията му са създадени два женски манастира и един мъжки, както и нови енории на църквата. В 2001 година е ръкоположен за епископ с титлата литийски и рендински от главата на Миланския синод архиепископ Евлогий Милански, както и от Светия синод на Църквата на истинно-православните християни, начело с председателя му митрополит Авксентий Егински. Епархията на Филотей обхваща Солунско в Македония и има за седалище манастира „Свети Рафаил и Света Троица“ във Филиро. По-късно е издигнат в митрополит и става секретар на Авксентиевия синод.